# Мария Бояджийска
Мария Димитрова Бояджийска е бивш зам.-кмет в Столична община към направление „Зелена система, екология и земеползване“.

## Биография
Родена е на 2 юни 1977 г. в Добринище. През 1999 г. завършва магистратура по биология към Софийския университет. От 2000 до 2005 г. е последователно младши, старши и главен експерт към отдел „Оценка въздействието върху околната среда и комплексни разрешителни“.